# La Chapelle-Felcourt
La Chapelle-Felcourt település Franciaországban, Marne megyében. Lakosainak száma 45 fő (2022. január 1.). La Chapelle-Felcourt Gizaucourt, Rapsécourt, Saint-Mard-sur-Auve, Valmy és Voilemont községekkel határos.

## Népesség
A település népességének változása:
| Lakosok száma | 142  | 76   | 60   | 68   | 57   | 52   | 50   | 47   | 46   | 45   |
|               | 1968 | 1982 | 1990 | 2006 | 2013 | 2015 | 2017 | 2019 | 2020 | 2022 |